# Парау де Припор (Горж)
Парау де Припор (рум. Pârâu de Pripor) насеље је у Румунији у округу Горж у општини Годинешти. Oпштина се налази на надморској висини од 182 m.

## Становништво
Према подацима из 2002. године у насељу је живело 408 становника, од којих су сви румунске националности.